# Anne Heinis
Anne Heinis, née Anne Barthélemy le 16 novembre 1933 à Cherbourg, décédée le 18 décembre 2009 à Chaville, est une femme politique française, sénatrice-maire de Valognes (Manche).

## Biographie
Fille d'Antoine Barthélemy (1898-1971), adjoint au maire de Valognes Henri Cornat de 1965 à 1968, puis à son successeur, Marcel Audouard, Anne Heinis-Barthélemy obtient une licence de sciences économiques après une scolarité dans le primaire et le secondaire à Cherbourg, Saint-Pierre-Église et Paris (lycée Molière).
Militante des droits des Français musulmans, elle s'occupe durant deux ans en Algérie des personnes déplacées, puis intègre le cabinet du ministre des rapatriés. Elle est ensuite inspectrice régionale d'action sociale en Languedoc-Roussillon entre 1963 à 1975, comme inspecteur des centres de regroupement du Midi de la France. Elle soutient une thèse sur ce thème en 1977 à l'université de Montpellier, sous la direction de Jean Servier, pour l'obtention d'un doctorat de sociologie. Elle ambitionne alors un poste de maître-assistant en sociologie à l'université de Caen ("Ouest-France" du 19 juin 1991, article de François Simon[source insuffisante]).
Membre de la majorité municipale de Valognes à partir de 1977, elle succède à Pierre Godefroy comme maire en 1983. Elle le reste jusqu'en 1995. Le 27 septembre 1992, elle est élue pour 9 ans, sénatrice de la Manche, et siège parmi les Républicains indépendants. Candidate à sa réélection aux sénatoriales de 2001, elle est battue.
Elle a été vice-présidente de l'union hospitalière du Nord-Ouest; elle a par ailleurs été pendant 16 ans présidente du prix Alexis de Tocqueville.
Elle a été nommée chevalier de la Légion d'honneur par décret du 31 décembre 2001.
Elle meurt le 18 décembre 2009 dans une maison de retraite de la région parisienne,.